# Dilten
Dilten är en kulle i Antarktis. Den ligger i Östantarktis. Norge gör anspråk på området. Toppen på Dilten är 1 590 meter över havet.
Terrängen runt Dilten är lite kuperad. Trakten är obefolkad. Det finns inga samhällen i närheten.